# Complemento di specificazione
Nella sintassi della frase semplice , il complemento di specificazione precisa e specifica il significato della parola da cui dipende. È introdotto dalla preposizione di, semplice o articolata.
Il complemento di specificazione risponde alle domande:
- di chi? (rivolto a un essere animato)
- di che cosa? (rivolto a un essere inanimato)

Si tratta di un complemento indiretto. Può esprimere:
- una specificazione possessiva: quella coperta era degli zii;
- una specificazione esplicativa: dalla cima di una montagna si vede tutto;
- una specificazione attributiva: le sere di primavera.

## Esempi
1. Alfredo è avido.
2. Alfredo è avido di frittelle.

La seconda frase ha un significato più ristretto della prima, perché precisa un'informazione, generica anche se logica, specificando "di che cosa è avido Alfredo". Il gruppo "di frittelle" si definisce complemento di specificazione.
- Il cestino di Cappuccetto Rosso era pieno di leccornie.
- La nonna aveva paura del lupo cattivo.
- Ho trovato il libro di Marco.
- Ho visto un'eclissi di sole.
- Ti ricordi ancora di Antonella?

## Come si presenta il complemento
Può dipendere da nomi, da verbi e da aggettivi.
Può esprimere una specificazione possessiva, esplicativa e attributiva.
Corrisponde, a grandi linee, al genitivo latino.
Il complemento di specificazione può essere costruito anche con la particella pronominale ne:
- Ho visto un film e non ne (di questo) ricordo il titolo

O dal pronome relativo cui con o senza preposizione:
- Ecco il problema la cui (del quale) soluzione troverai in fondo alla pagina

## Particolarità del complemento
Il complemento di specificazione ha un significato molto ampio; può infatti:
- precisare un'azione generica (Abbiamo seguito un corso di ricamo)
- indicare il proprietario di qualcosa: (Quello è il motorino di Claudio!)
- indicare una provenienza (Le pecore nere dell'Inghilterra sono molto costose)
- indicare una parte di un oggetto (L'orlo dei miei jeans non mi piace - dove miei è attributo)
- indicare l'autore di qualcosa (Ho letto tutti i libri di Sir Arthur Conan Doyle)
- una relazione affettiva o di parentela (Lo zio di Marco è in vacanza)

## Complemento di specificazione attributiva
In certi casi il complemento di specificazione, può essere sostituito da un attributo; si parlerà quindi di "Complemento di specificazione attributiva". Ad esempio:
- Molti valichi delle Alpi d'inverno sono chiusi al transito. In questo caso il complemento di specificazione "delle Alpi" può essere tramutato nell'attributo "alpini" senza cambiare il significato della frase. Quindi diventerà: Molti valichi alpini d'inverno sono chiusi al transito.
- Nelle giornate di pioggia Marco rimane volentieri a casa. diventerà: Nelle giornate piovose Marco rimane volentieri a casa. Il complemento di specificazione "di pioggia" è stato sostituito con l'attributo "piovose", mantenendo lo stesso significato alla frase.